# Johann Evangelist Holzer

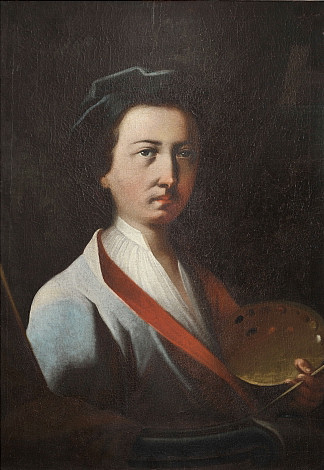
Selbstbildnis mit Palette

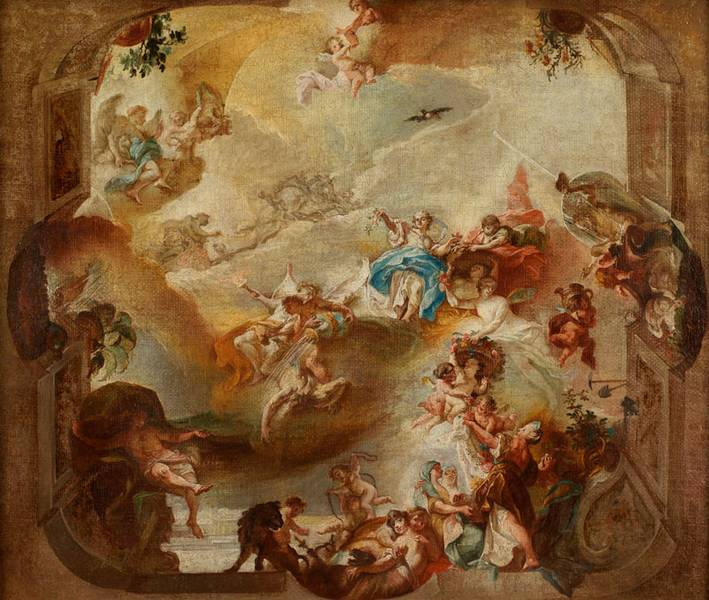
Das Deckenfresko „Der Triumph der Flora“ in der ehemaligen fürstbischöflichen Sommerresidenz (Kopie aus dem 18. Jahrhundert)

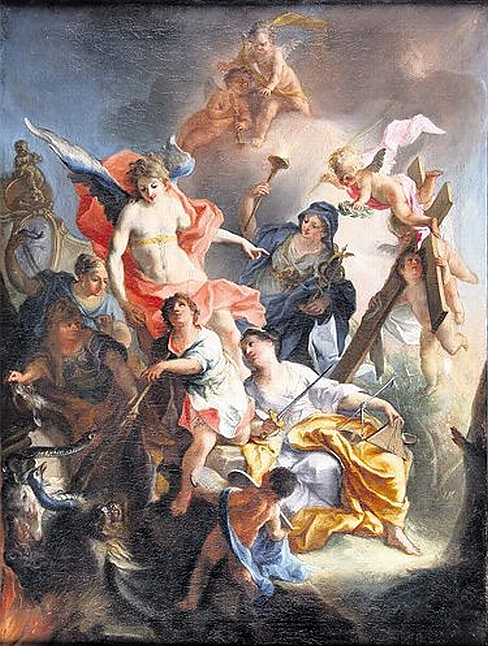
Johann Evangelist Holzer: Der christliche Herkules (1736)

Johann Evangelist Holzer (* 24. Dezember 1709 in Burgeis, Südtirol; † 21. Juli 1740 in Clemenswerth) war ein deutsch-österreichischer Maler des Augsburger Rokoko, der vor allem Fresken mit originellen Genreszenen malte und dabei Licht und Schatten hervorragend beherrschte.

## Leben
Holzer erhielt seine Ausbildung bei dem Maler Nikolaus Auer. Ab 1728 war er bei dem Straubinger Meister Josef Merz tätig. Seit etwa 1730 ist er in Augsburg nachweisbar. Er arbeitete in der Werkstatt des  Johann Georg Bergmüller. 1732/33 arbeitete Holzer zusammen mit seinem Lehrer Bergmüller an zwei Seitenaltären der Schutzengelkirche in Eichstätt. Hier deutete sich die meisterliche Beherrschung von Licht und Schatten im Werk von Holzer bereits an.
Nach dem Verlassen der Bergmüllerschen Werkstatt fand er in dem Kunstverleger Johann Pfeffel, dessen Haus er bemalte, einen Förderer. Er wurde der gefragteste Fassadenmaler Augsburgs. Abgesehen von einigen Skizzen und Stichen ist von dieser Art seines Wirkens nichts erhalten.
1737 wurde er von Bischof Johann Anton II. von Freyberg, dessen Sommerresidenz er mit dem Deckenfresko „Der Triumph der Flora“ versah, zum fürstbischöflich-eichstättischen Hofmaler ernannt. Holzers Hauptwerke sind neben den zerstörten Deckenmalereien der  barocken Neumann-Basilika der Abtei Münsterschwarzach die Kuppelfresken der Wallfahrtskirche St. Anton in Partenkirchen  (1736), die zu den schönsten und bedeutendsten des 18. Jahrhunderts in Deutschland gehören. Sie stellen den hl. Antonius als Fürbitter für die Notleidenden dar.
In Dießen am Ammersee malte Holzer für das Marienmünster Dießen den Michaelsaltar, sowie die beiden Ölgemälde in der Sakristei, sie zeigen Rasso und Mechthild.
1738/39 entstand in Eichstätt das Gemälde für den Hochaltar der Schutzengelkirche. Es ist Holzers größtes Bild auf Leinwand (H: 8,36 m; B: 4,28 m) und besticht durch Bewegung, Gestik, eine dynamische Komposition und eine raffinierte Lichtdramaturgie. Obwohl sich auf zwei Bildern (Seitenaltären) Signaturen von Bergmüller finden, werden sie Holzer, dem durch Archivalien belegten Maler des Hochaltargemäldes zugeordnet.
Holzer, der Schloss Clemenswerth im Emsland ausmalen sollte, kam krank am Hof von Kurfürst Clemens August an und starb 30-jährig an einer Fieberkrankheit, vermutlich Typhus. Er liegt unter dem Marienaltar in der Pfarrkirche von Sögel begraben.